# Minster (Swale)
Ne doit pas être confondu avec Minster-in-Thanet.
Minster, également appelé Minster-on-Sea ou Minster-in-Sheppey, est un gros village du Kent, en Angleterre. Il est situé sur la côte nord de l'île de Sheppey. Administrativement, il relève du district de Swale. Au recensement de 2011, la paroisse civile de Minster-on-Sea comptait 14 789 habitants.
Au VIIe siècle, un couvent est fondé à Minster par la reine de Kent Seaxburh.